# Ozan Kabak
Ozan Muhammed Kabak (ur. 25 marca 2000 w Ankarze) – turecki piłkarz występujący na pozycji obrońcy w niemieckim klubie TSG 1899 Hoffenheim oraz w reprezentacji Turcji.

## Kariera
Jest wychowankiem Galatasaray. Do kadry seniorskiego zespołu dołączył w 2018 roku. W rozgrywkach Süper Lig zagrał po raz pierwszy 12 maja 2018 w wygranym 2:0 meczu z Yeni Malatyasporem. W sezonie 2017/18 wraz z klubem zdobył mistrzostwo kraju. 17 stycznia 2019 odszedł do niemieckiego VfB Stuttgart. W Bundeslidze zadebiutował 27 stycznia 2019 w przegranym 1:4 spotkaniu z Bayernem Monachium. 1 lipca 2019 odszedł do Schalke 04.